# As Neves
As Neves (Spanisch: Las Nieves) ist eine galicische Gemeinde in der Provinz Pontevedra im Nordwesten Spaniens mit 3.678 Einwohnern (Stand: 2024).

## Geografie
Sie grenzt an die Gemeinden Salvatierra de Miño, Puenteareas, La Cañiza und Arbo, und im Süden an den Fluss Miño, der die Grenze zwischen Spanien und Portugal bildet.

## Bevölkerungsentwicklung der Gemeinde
Legende: Setados___Nieves___As Neves

## Gemeindegliederung
Die Gemeinde As Neves ist in 13 Parroquias gegliedert:
| Parroquias              | Patrozinium   | Einwohner 2024 | Fläche km² | Dichte Einw./km² | Höhe msnm | Ortskennzahl |
| ----------------------- | ------------- | -------------- | ---------- | ---------------- | --------- | ------------ |
| Batalláns               | Santa Eulalia | 156            | 8,76       | 18               | 386       | 36034020000  |
| Cerdeira                | San Xoán      | 73             | 8,30       | 9                | 422       | 36034030000  |
| Liñares                 | Santa María   | 120            | 2,99       | 40               | 64        | 36034040000  |
| As Neves                | Santa María   | 646            | 3,50       | 185              | 166       | 36034050000  |
| Rubiós                  | San Xoán      | 447            | 4,21       | 106              | 210       | 36034090000  |
| San Cibrán de Ribarteme | San Cibrán    | 190            | 8,21       | 23               | 290       | 36034060000  |
| San Pedro de Batalláns  | San Pedro     | 139            | 3,14       | 44               | 247       | 36034010000  |
| San Xosé de Ribarteme   | San Xosé      | 205            | 4,92       | 42               | 242       | 36034070000  |
| Santiago de Ribarteme   | Santiago      | 176            | 3,16       | 56               | 0         | 36034080000  |
| Setados                 | Santa Euxenia | 205            | 3,13       | 65               | 51        | 36034100000  |
| Taboexa                 | Santa María   | 439            | 7,29       | 60               | 316       | 36034110000  |
| Tortoreos               | Santiago      | 537            | 4,66       | 115              | 71        | 36034120000  |
| Vide                    | Santa María   | 406            | 3,68       | 110              | 100       | 36034130000  |

## Wirtschaft
Die wichtigsten Wirtschaftsquellen der Stadt sind der Wald, das Holz und der Wein „Condado“, eine der Weinsorten mit geschützter Herkunftsbezeichnung Rías Baixas. Daneben ist der Tourismus von Bedeutung.
| Ackerbau, Viehzucht und Fischerei                                                  | 044   | 03,74  |
| Industrie                                                                          | 0281  | 023,89 |
| Bauwirtschaft                                                                      | 0123  | 010,46 |
| Dienstleistungsbetriebe                                                            | 0728  | 061,90 |
| Total                                                                              | 1.176 | 100,00 |
| * Daten aus dem Statistischen Amt für Wirtschaftliche Entwicklung in Galicien, IGE |       |        |

## Persönlichkeiten
- Míchel Salgado (* 1975), Fußballspieler